# Milan Cabrnoch
Milan Cabrnoch (n. 6 august 1962, Čáslav⁠(d), Republica Socialistă Cehă, Cehoslovacia) este un om politic ceh, membru al Parlamentului European în perioada 2004-2009 din partea Cehiei.